# Repiszky Tamás
Repiszky Tamás (Kassa, 1959. május 11.– 2022. december 7.) magyar régész.

## Élete
Madzsar József orvos és a magyar gyógytorna alapjait megteremtő Madzsarné Jászi Alice dédunokájaként született; családjának más tagjai (anyai nagyszülei és szülei) Fábry Zoltán író legszorosabb baráti köréhez tartoztak. 
Középiskolai tanulmányait Kassán és Selmecbányán végezte, ahol 1978-ban érettségizett, majd magyar nyelv és irodalom, illetve népművelés szakos tanári, illetve régészi felsőfokú végzettséget szerzett. Magyar szakos diplomáját 1986-ban szerezte meg, diplomamunkáját dédnagyanyjának fiatalabbik bátyja, Jászi Oszkár és a művészetek kapcsolatáról írta.
1983 és 1989 között szabadfoglalkozású tolmács volt, 1989 és 1992 között Soros-ösztöndíjasként folytatott tanulmányokat. 1993-ban került a szentendrei Ferenczy Múzeumhoz, ahol négy évig sofőrként, ásatási technikusként, majd 1997-től régészként és muzeológusként tevékenykedett. 1993-től saját kiadót működtetett, 18 önálló hanghordozót és egy könyvet jelentetett meg.
Feleségével, Szvorák Katalinnal második gyermekük, Eszter lányuk születésétől Pilisszentlászlón éltek.

## Szakmai tevékenysége
- Részt vett számos biatorbágyi (Biatorbágy–Alpine I., Biatorbágy–Alpine II., Biatorbágy–Káposztás dűlő 9. lh, Biatorbágy–Mocsaras-dűlő A, Biatorbágy–Mocsaras-dűlő A-P, Biatorbágy–Mocsaras-dűlő A-T, Biatorbágy–Mocsaras-dűlő B, Biatorbágy–Szarvasugrás, Biatorbágy–Szarvasugrás urnatemető), valamint budakalászi (Budakalász–Idősek otthona, Budakalász–Zöld-barlang), pilisszentiváni (Hárs-hegy) és pátyi (Páty–Verdung) régészeti lelőhely kutatásában és feltárásában.[4]
- Ő volt a szakmai vezetője a pilisi Holdvilág-árokban folyó, a köztudatban Szörényi Levente nevéhez kapcsolt (részben általa finanszírozott) régészeti kutatásoknak.[5]
- Területfelügyelő régészként hozzá tartoztak a Pest Megyei Múzeumigazgatóságon belül a biatorbágyi, nagykovácsi, perbáli, pilisborosjenői, pilisjászfalui, pilisszentiváni, pilisszentkereszti, pilisszentlászlói és sóskúti régészeti lelőhelyek.[6]

## Művei

### Könyvek
- Repiszky Tamás – Lanstyák István (szerk.): Fábry Zoltán: Üresjárat (1945-1948). Regio–Madách–Kalligram, 1991
- Bóna Márta – Gyurgyák János – Kövér Szilárd – Litván György – Repiszky Tamás: Jászi Oszkár Bibliográfia, MTA Történettudományi Intézet–Századvég Kiadó, 1991
- Repiszky Tamás – Szörényi Levente (szerk.): Legendák és valóság a Pilisben – A gigászok küzdelmétől a Holdvilágárokig. Heti Válasz Kiadó Kft., 2011
- Zaletnyik Zita – Repiszky Tamás (szerk.): A gyógyító mozgás művésze. Madzsar Alice emlékének. Semmelweis, Budapest, 2012 (ISBN 9789633310755)

### Tanulmány, folyóiratcikk
- Kurze Geschichte der ungarischen Maultrommel. ÖVW, Bécs, 1999, 21–29.
- Bányarégészet a Felföldön. In: Korkes Zsuzsa (szerk.): Kutatások Pest megyében. Szentendre 1999, 7–18.
- Egy kis dorombológia (a dorombnyelvészettől a dorombrégészetig). In: Korkes Zsuzsa (szerk.): Kutatások Pest megyében. Szentendre 2000, 107–142.
- Ágas-bogas családfa (Adalékok Jászi Oszkár családtörténetéhez).  In: Farkas Rozália (szerk.): Studia Comitatensia 29, Szentendre, 2004, 153-233.
- Emlékkép-foszlányok (Adalékok Lesznai Anna családtörténetéhez). Enigma 2007/52. sz. 9-37.
- Beszámoló a Holdvilágárokban folyó ásatásról. (Eleink, 2007. VI.I. 38-49 és Turul, 2007)
- Barátok, kik rég elmentek (Lesznai Anna körtvélyesi vendégserege). Acta Museologica Hungarica II., Pozsony 2008, 95–109.
- Ismerjük meg Liebermann Tódort! (Grafológia, 2014/5 21-25.)
- Madzsarné Jászi Alice emlékezete. (Grafológia, 2015/2. 6-13.)
- Csöndes előhang a kassai Lesznai Anna konferencia előestéjén[7]
- Kisanyáék és Bandi bácsi (Madzsarné Jászi Alice családja és Ady Endre) (Grafológia, 2019/1-2. 23-28.)
- Családtörténeti mozaik Lesznai Annáról (Gömörország 2019/3. 2-28 p.)[8]
- Béres, Sándor, Cserpák, Ferenc, Moskal-Del Hoyo Magdalena, Repiszky, Tamás, Sázelová, Sandra, Wilczyński Jarosław és Lengyel György: Zöld Cave and the Late Epigravettian 1 in Eastern Central Europe. QUATERNARY INTERNATIONAL. (2020)  ISSN 1040-6182[9]
- Szvorák Katalin és Repiszky Tamás párhuzamos családtörténeti akvarellje – 1920–2020 (Szentendre és Vidéke, 2020. június 3.)[10]

### Film
- Örvendezzünk! (színes, magyar ismeretterjesztő film, 15 perc, 2001) – rendezőként[11]